# Elitserien (bandy)
Elitserien  najwyższa klasa ligowych rozgrywek bandy w Szwecji, powstała w 2007.

## Dotychczasowi triumfatorzy
| Sezon     | Mistrz         |
| 2007/2008 | Edsbyns IF     |
| 2008/2009 | Västerås SK    |
| 2009/2010 | Hammarby IF    |
| 2010/2011 | Sandvikens AIK |
| 2011/2012 | Sandvikens AIK |
| 2012/2013 | Hammarby IF    |
| 2013/2014 | Sandvikens AIK |
| 2014/2015 | Västerås SK    |
| 2015/2016 | Västerås SK    |
| 2006/2017 | Edsbyns IF     |